# Администрация Суэцкого канала
Администра́ция Суэ́цкого кана́ла (араб. هيئة قناة السويس‎, англ. Suez Canal Authority; SCA) — государственный орган, который владеет, управляет и поддерживает Суэцкий канал. Он был учреждён в Египте в 1956 году, чтобы заменить Компанию Суэцкого канала в 1950-х годах, что привело к Суэцкому кризису. После того, как ООН вмешалась, Египет согласился выплатить миллионы долларов акционерам национализированной Компании Суэцкого канала.

## Создание и организация
SCA является независимым органом, имеющим статус юридического лица. SCA была национализирован 26 июля 1956 года указом президента Египта Гамаль-Абдель Насера. Закон в то же время национализировал Компанию Суэцкого канала и перевёл все её активы и сотрудников в SCA.
Основной офис находится в Исмаилии. В Порт-Саиде используется бывшее здание администрации Компании Суэцкого канала. Её совет директоров состоит из 14 человек, в том числе из председателя и управляющего директора.

## Статус
Это юридическое лицо с административной и финансовой автономией. В соответствии с актом национализации, SCA является автономной, но правилами конвенции Константинополе 29 октября 1888 года, в соответствии с которой «Суэцкий канал будет всегда свободен и открыт, во время войны и в мирное время, для любого судна, для торговли или войны, без различия флага».

## Председатели Администрации Суэцкого канала
После национализации (с 1956 по настоящее время):
- Бахгат Хелми Бадави (26 июля 1956 — 9 июля 1957)
- Махмуд Юнис (10 июля 1957 — 10 октября 1965)
- Машхоур Ахмед Машхоур (14 октября 1965 — 31 декабря 1983)
- Мохамед Адель Эззат (1 января 1984 — декабрь 1995)
- Ахмед Али Фадель (22 января 1996 — август 2012)
- Мохаб Мамиш[англ.] (август 2012 — август 2019)
- Осама Мунир Раби (август 2019 — по настоящее время)

## Активы и обязанности
Компания SCA владеет Суэцким каналом и всей территорией, зданиями и оборудованием, относящимися к нему. SCA решает вопросы, устанавливает правила судоходства, устанавливает платы за использование канала и собирает их. Платы выражаются и собираются в долларах США, фунтах стерлингов, евро и других валютах. В 2008 году общий доход со сборов был 5 381,9 млн долларов США, для прохождения 21 415 судов — в результате в среднем — 251 314,5 долларов США за судно. SCA является ответственной за эксплуатацию и техническое обслуживание Суэцкого канала, обеспечение безопасности дорожного движения и всех других вопросов, относящихся к ней. В SCA работает около 60 кораблей и судов, таких как буксиры, краны и небольшие лодки. По данным веб-сайта SCA, его круг обязанностей также включает:
- 36 паромов;
- Автомобильный тоннель Ахмеда Хамди;
- Верфи Нила;
- Дороги вдоль канала;
- 12 000 единиц жилья;
- больницы в Исмаилии и больницы на обоих концах канала;
- 4 школы и различные спортивные и развлекательные центры.